# Justified (serie televisiva)
Justified è una serie televisiva statunitense trasmessa per sei stagioni dal 2010 al 2015 sul network FX.
Creata da Graham Yost, è basata sul personaggio immaginario del Marshal Raylan Givens, nato dalla penna di Elmore Leonard e protagonista dei romanzi Pronto, A caro prezzo (Riding the Rap), Raylan e del racconto breve Fuoco in buca (Fire in the Hole).
Protagonista delle serie è Timothy Olyphant, che interpreta il duro Raylan Givens, uomo di legge del Sud e dalla parlantina tagliente, che cerca di tenere la pace nella contea di Harlan, in Kentucky, e far valere la giustizia con metodi che a volte vanno al di fuori della legalità.
La serie è stata trasmessa negli Stati Uniti da FX dal 16 marzo 2010, mentre in Italia, dove è stata trasmessa anche con il titolo Justified - L'uomo della legge, ha debuttato sul canale satellitare AXN il 25 gennaio 2011; in chiaro è stata trasmessa dalle reti TOP Crime e Italia 2 del gruppo Mediaset.
La serie ha avuto un sequel, Justified: City Primeval, prodotto dal 2023.

## Trama
Raylan Givens è un Marshall dei giorni nostri ma con lo stile di uno sceriffo del XIX secolo. Questi fa valere la legge a modo suo, mettendosi spesso in contrasto con i suoi capi dello United States Marshals Service. Per questo viene trasferito nel distretto rurale del Kentucky Est, dove è nato e cresciuto, nei pressi della mineraria contea di Harlan.

## Episodi
Il 14 gennaio 2014 è stata confermata la produzione di una sesta e ultima stagione.
Ogni stagione è caratterizzata da due trame, una sinossi centrale e filo conduttrice che si suddivide in tutti gli episodi e che riguarda i protagonisti e una trama secondaria che è singolare da episodio ad episodio e che focalizza la sua attenzione sulle vicende di Harlan, mettendo quindi in rapporto i personaggi principali con i protagonisti secondari.
| Stagione         | Episodi | Prima TV USA | Prima TV Italia |
| ---------------- | ------- | ------------ | --------------- |
| Prima stagione   | 13      | 2010         | 2011            |
| Seconda stagione | 13      | 2011         | 2012            |
| Terza stagione   | 13      | 2012         | 2013            |
| Quarta stagione  | 13      | 2013         | 2014            |
| Quinta stagione  | 13      | 2014         | 2015            |
| Sesta stagione   | 13      | 2015         | 2016            |

## Personaggi e interpreti

### Personaggi principali
- Raylan Givens (stagioni 1-6), interpretato da Timothy Olyphant, doppiato da Massimo De Ambrosis.
È un agente dei Marshal.
- Art Mullen (stagioni 1-6), interpretato da Nick Searcy, doppiato da Angelo Nicotra.
È l'agente capo dei Marshal.
- Ava Crowder (stagioni 1-6), interpretata da Joelle Carter, doppiata da Tiziana Avarista.
- Tim Gutterson (stagioni 1-6), interpretato da Jacob Pitts, doppiato da Roberto Gammino.
È un Marshal.
- Rachel Brooks (stagioni 1-6), interpretata da Erica Tazel, doppiata da Rossella Acerbo.
È una Marshal.
- Winona Hawkins (stagioni 1-3, ricorrente 4-6), interpretata da Natalie Zea.
- Boyd Crowder (stagioni 2-6, ricorrente 1), interpretato da Walton Goggins, doppiato da Massimiliano Virgilii.
- Wynn Duffy (stagioni 5-6, ricorrente 1-4), interpretato da Jere Burns.

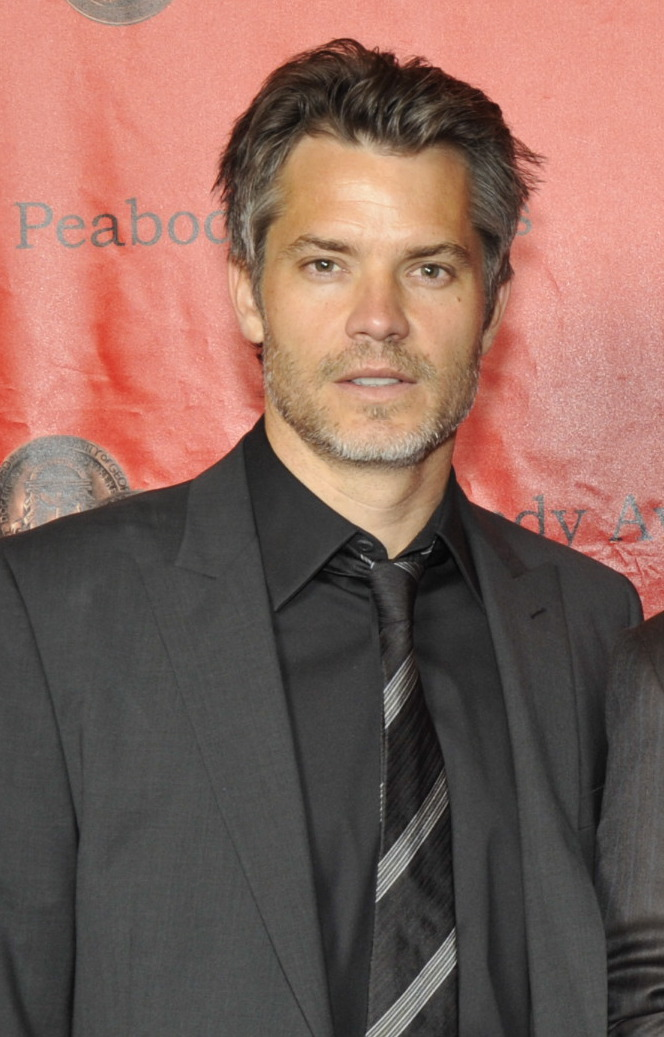
Timothy Olyphant è Raylan Givens
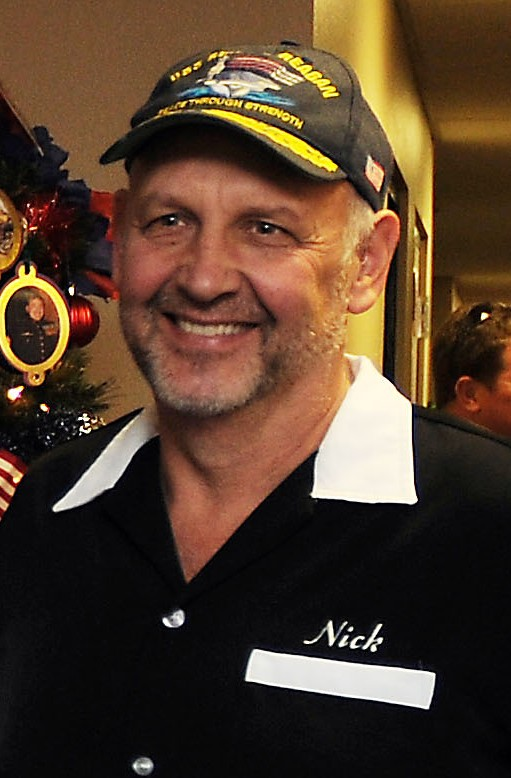
Nick Searcy è Art Mullen
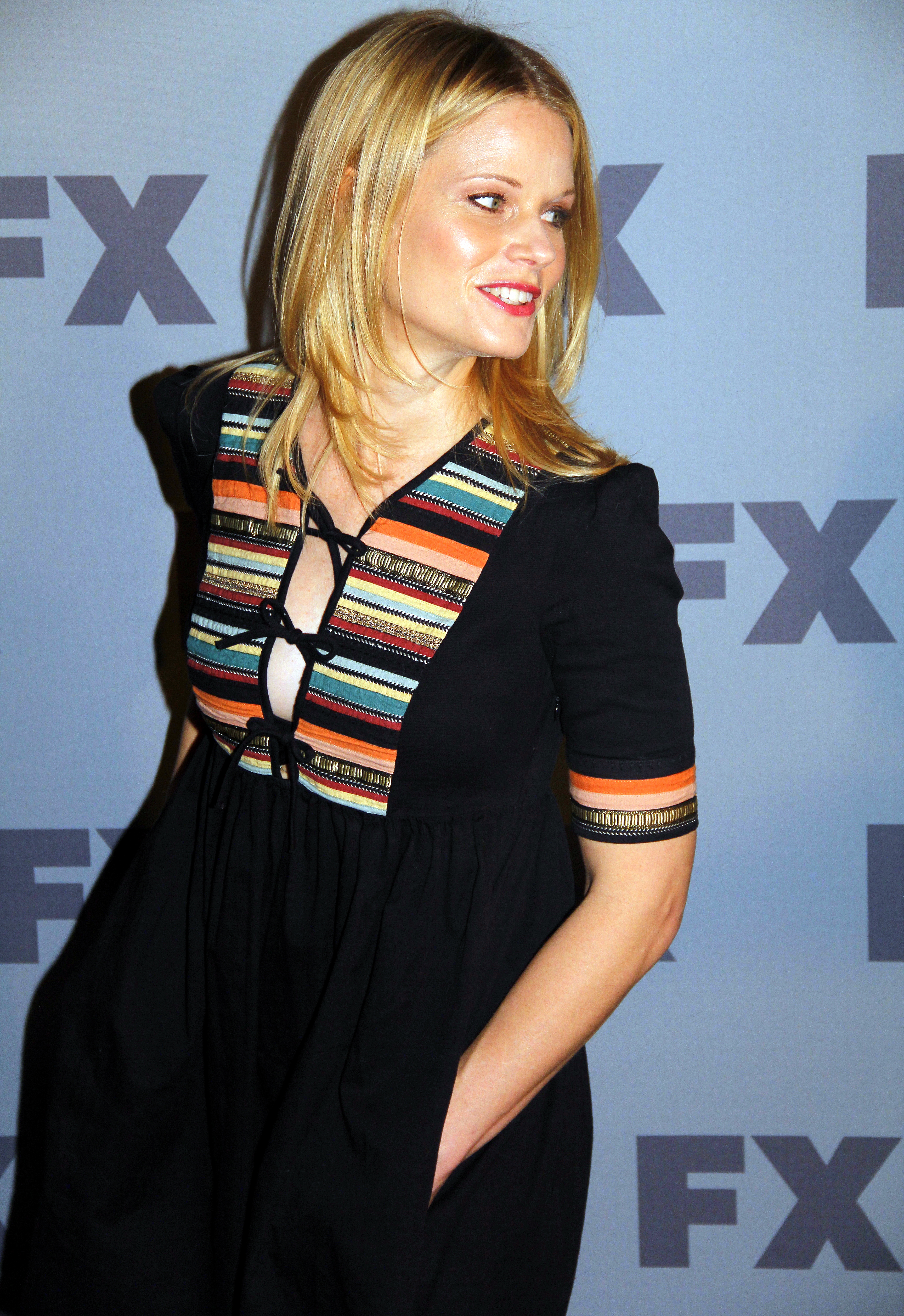
Joelle Carter è Ava Crowder
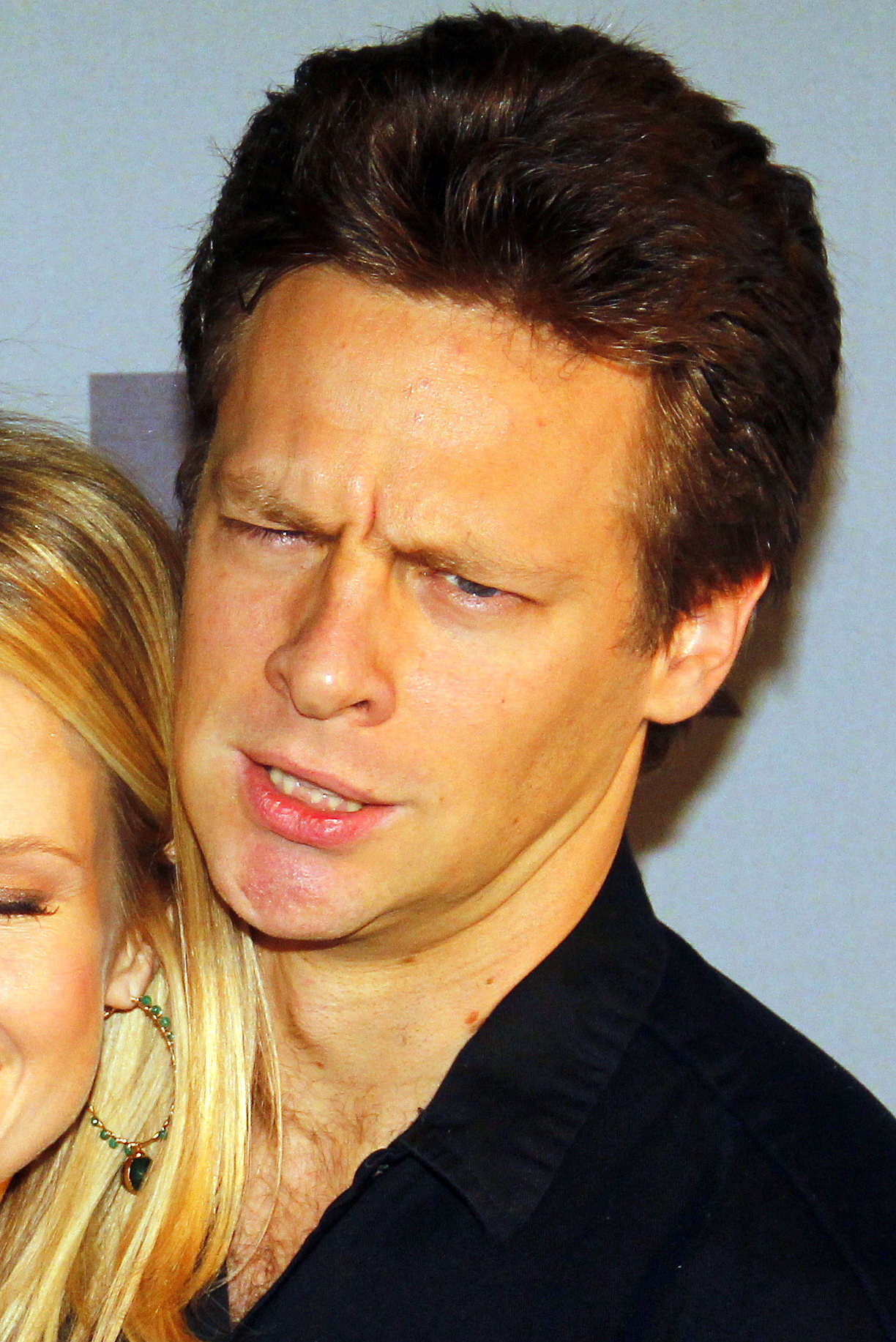
Jacob Pitts è Tim Gutterson
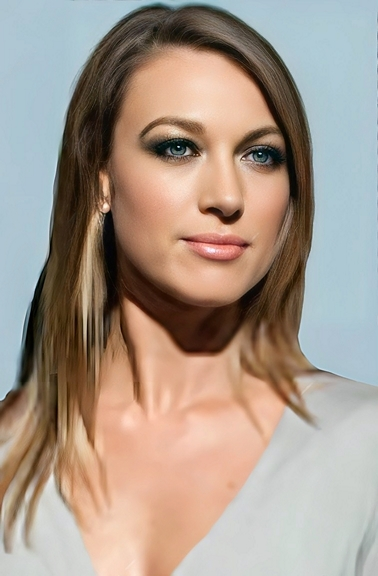
Natalie Zea è Winona Hawkins
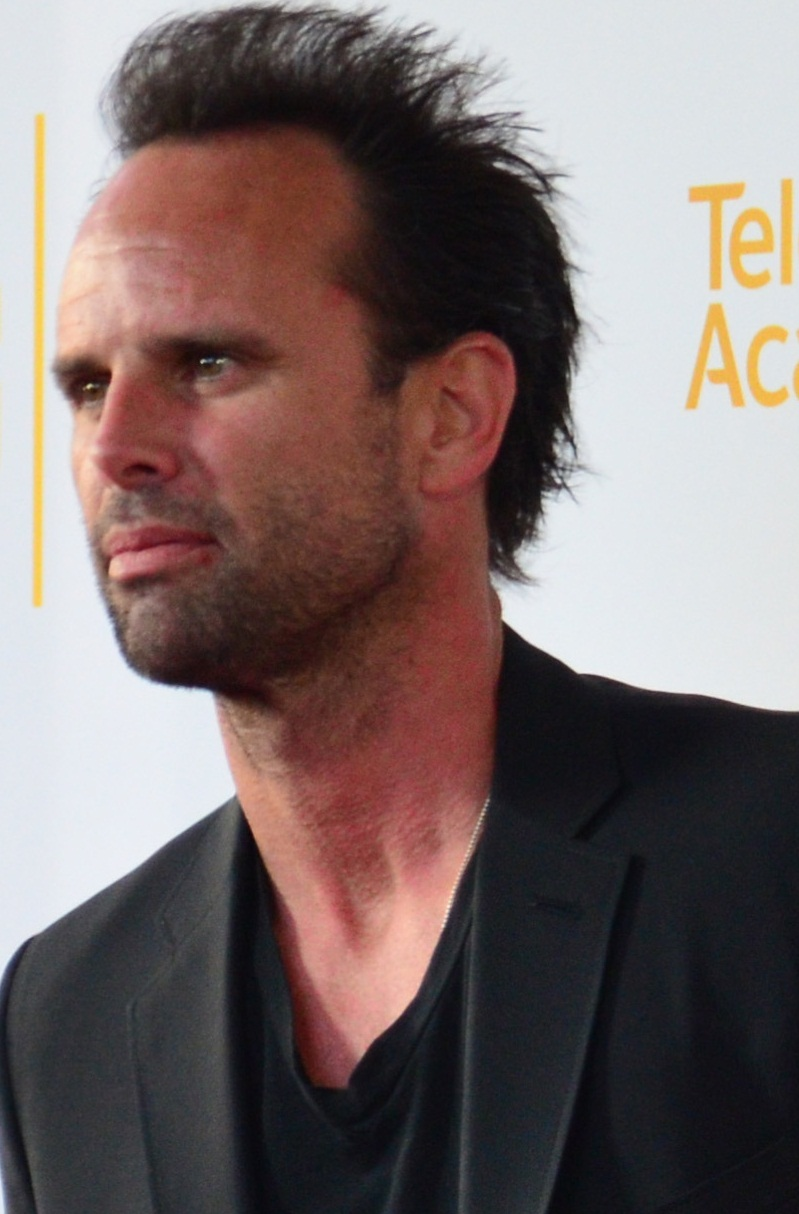
Walton Goggins è Boyd Crowder

### Personaggi secondari
- Johnny Crowder (stagioni 1-5), interpretato da David Meunier.
- Arlo Givens (stagioni 1-4), interpretato da Raymond J. Barry.
- David Vasquez (stagioni 1-3, 6), interpretato da Rick Gomez.
- Bo Crowder (stagione 1), interpretato da M.C. Gainey.
- Hunter Mosley (stagioni 1, 4), interpretato da Brent Sexton.
- Dewey Crowe (stagioni 1-3, 5-6), interpretato da Damon Herriman.
- Helen Givens (stagioni 1-3), interpretata da Linda Gehringer.
- Gary Hawkins (stagioni 1-3), interpretato da William Ragsdale.
- Derek "Devil" Lennox (stagioni 1-3), interpretato da Kevin Rankin.
- Emmitt Arnett (stagioni 1-3), interpretato da Steven Flynn.
- Mike Reardon (stagioni 1-3, 5), interpretato da Stephen Root.
- Loretta McCready (stagioni 2-3, 5-6), interpretata da Kaitlyn Dever.
- Shelby Parlow/Drew Thompson (stagioni 2-4), interpretato da Jim Beaver.
- Ellen May (stagioni 2-4), interpretata da Abby Miller.
- Dickie Bennett (stagioni 2-3, 5-6), interpretato da Jeremy Davies.
- Mags Bennett (stagione 2), interpretata da Margo Martindale.
- Doyle Bennett (stagione 2), interpretato da Joseph Lyle Taylor.
- Coover Bennett (stagione 2), interpretato da Brad William Henke.
- Tom Bergen (stagioni 2-3), interpretato da Peter Murnik.
- Wade Messer (stagioni 2-3, 5), interpretato da James LeGros.
- Nick Mooney (stagioni 2-5), interpretato da William Gregory Lee.
- Ellstin Limehouse (stagioni 3-4), interpretato da Mykelti Williamson.
- Robert Quarles (stagione 3), interpretato da Neal McDonough.
- Tillman Napier (stagioni 3-4), interpretato da David Andrews.
- Jed Berwind (stagioni 2-3), interpretato da Richard Speight Jr.
- Tanner Dodd (stagione 3), interpretato da Brendan McCarthy.
- Errol (stagione 3), interpretato da Demetrius Grosse.
- Delroy Baker (stagione 3), interpretato da William Mapother.
- Ash Murphy (stagione 3), interpretato da Todd Stashwick.
- Jeremy Barkley (stagioni 3-4), interpretato da Stephen Tobolowsky.
- Sammy Tonin (stagioni 3-5), interpretato da Max Perlich.
- Lindsey Salazar (stagioni 3-4), interpretata da Jenn Lyon.
- Jimmy Tolan (stagioni 3-5), interpretato da Jesse Luken.
- Theo Tonin (stagioni 3,5), interpretato da Adam Arkin.
- Colton Rhodes (stagione 4), interpretato da Ron Eldard
- Billy St. Cyr (stagione 4), interpretato da Joe Mazzello.
- Josiah Cairn (stagione 4), interpretato da Gerald McRaney.
- Cassie St. Cyr (stagione 4), interpretata da Lindsay Pulsipher.
- Constable Bob Sweeney (stagione 4), interpretato da Patton Oswalt.
- Lee Paxton (stagioni 4-5), interpretato da Sam Anderson.
- Nick "Nicky" Augustine (stagione 4), interpretato da Mike O'Malley
- Randall Kusik (stagione 4), interpretato da Robert Baker.
- Arnold (stagione 4), interpretato da Brian Howe.
- Jody Adair (stagione 4), interpretato da Chris Chalk.
- Ethan Picker (stagioni 4-5), interpretato da John Kapelos.
- Darryl Crowe, Jr. (stagione 5), interpretato da Michael Rapaport.
- Danny Crowe (stagione 5), interpretato da A. J. Buckley.
- Wendy Crowe (stagione 5), interpretata da Alicia Witt.
- Jean Baptiste (stagione 5), interpretato da Edi Gathegi.
- Kendal Crowe (stagione 5), interpretato da Jacob Lofland.
- Alison Brander (stagione 5), interpretata da Amy Smart.
- Billy Geist (stagione 5), interpretato da Don McManus.
- Mara Paxton (stagione 5), interpretata da Karolina Wydra.
- Penny Cole (stagione 5), interpretata da Danielle Panabaker.
- Katherine Hale (stagioni 5-6), interpretata da Mary Steenburgen.
- Carl (stagioni 5-6), interpretato da Justin Welborn.
- Cyrus Boone (stagioni 5-6), interpretato da Bill Tangradi.
- Albert Fekus (stagioni 5-6), interpretato da Danny Strong.
- Avery Markham (stagione 6), interpretato da Sam Elliott.
- Ty Walker (stagione 6), interpretato da Garret Dillahunt.
- Zachariah Randolph (stagione 6), interpretato da Jeff Fahey.
- Boon (stagione 6), interpretato da Jonathan Tucker.
- Earl (stagione 6), interpretato da Ryan Dorsey.
- Sean/Seabass (stagione 6), interpretato da Scott Grimes.
- Mundo/Choo-Choo (stagione 6), interpretato da Duke Davis Roberts.